# ستيوارت مكجرادي
ستيوارت مكجرادي (بالإنجليزية: Stuart McGrady)‏ هو لاعب كرة قدم ومدرب كرة قدم بريطاني، ولد في 8 أبريل 1985 في Irvine, North Ayrshire ‏ في المملكة المتحدة، وتوفي في 1 مارس 2015 في آير في المملكة المتحدة. لعب مع نادي آير يونايتد.

## وصلات خارجية
- ستيوارت مكجرادي على موقع قاعدة بيانات كرة القدم.إي يو (الإنجليزية)
- ستيوارت مكجرادي على موقع Soccerway.com (الإنجليزية)